# Child Is Father To The Man
Child Is Father To The Man (en españolː El niño es el padre del hombre) es el álbum debut de la banda estadounidense de jazz rock Blood, Sweat & Tears, publicado a través de Columbia Records en 1968. Fue producido por John Simon y publicado por Columbia Record, el ingeniero de sonido fue Fred Catero y se grabó entre el 11 de noviembre y el 20 de diciembre de 1967.
Fue ubicado en el puesto 266 de los 500 Mejores Álbumes de la Historia por la revista Rolling Stone.

### Antecedentes
Blood, Sweat and Tears fue creada por Al Kooper en 1967, en un intento por mezclar el blues-rock con el jazz y el soul. Kooper había trabajado con Bob Dylan en su etapa eléctrica, y en la banda experimental Blues Project y buscaba, por medio de largos instrumentales, crear nuevas formas de hacer arte. 
Por ese motivo reclutó al exguitarrista de Blues Project, y compañero de banda suyo, Steve Katz; a Jim Fielder, exbajista de Buffalo Springfield (banda fundada por Stephen Stills) y Mothers of Invention, de Frank Zappa; el baterista de jazz Bobby Colomby: completando una sección de viento con los trompetistas Randy Brecker y Jerry Weiss, el trombonista y organista Dick Halligan, y el saxofonista y pianista Fred Lipsus, todos ellos provenientes del mundo de las big bands de jazz.

### Grabación
Liderados por Al Kooper, el grupo grabó el álbum en dos semanas, en diciembre de 1967, en los estudios de Columbia.
Fue producido por John Simon, quien también trabajó durante 1967 y 1968 con Big Brother & The Holding Company (Cheap Thrills), Simon & Garfunkel (Bookends), y los debuts de The Band (Music from Big Pink), y Leonard Cohen (Songs of Leonard Cohen).
Se grabaron cóvers de las canciones Morning Glory, de Tim Buckley, Without Her de Harry Nilsson y Just One Smile de Randy Newman.

## Recepción
El disco produjo un fuerte impacto entre los críticos musicales, al ser el primero de una banda de este tipo, aunque obtuvo unas ventas moderadas, alcanzando el puesto n.º 47 de la lista de Billboard. Combinaba temas claramente influenciados por el blues y el jazz, con canciones influidas por la psicodelia.
A pesar del éxito de la banda en los años setenta, muchos críticos afirman que la verdadera obra de arte de la banda fue este disco de debut.
Dusty Springfield y The Alman Brothers Band harían luego cóvers de la canción So Much Love, de Carole King y Gerry Goffin.

## Listado de temas

### Cara A
1. "Overture"  (Kooper)  1:32
2. "I Love You More Than You'll Ever Know"  (Kooper)  5:58
3. "Morning Glory" (Beckett/Buckley)  4:15
4. "My Days Are Numbered" (Kooper)  (3:19)
5. "Without Her" (Nilsson) 2:42
6. "Just One Smile"  (Newman)  4:38

### Cara B
1. "I Can't Quit Her"  (Kooper)  3:38
2. "Meagan's Gypsy Eyes"  (Katz)  3:24
3. "Something Goin' On"  (Kooper)  8:01
4. "House in the Country"  (Kooper)  3:05
5. "The Modern Adventures of Plato, Diogenes and Freud"  (Kooper)  4:13
6. "So Much Love/Underture"  (Goffin-King)  4:44

En las ediciones remasterizadas de 1994 y 2002, se añadieron varias pistas adicionales, básicamente tomas alternativas de los temas originales, aunque se incluyó también un tema instrumental inédito, Refugee from Yuhupitz, procedente de las demos que la banda realizó para Columbia, antes de grabar el disco.

## Créditos
Blood Sweet and Tears
- Al Kooper - piano, órgano, celesta, cantante.
- Randy Brecker y Jerry Weiss - trompeta, fliscorno.
- Dick Halligan - trombón.
- Fred Lipsius - saxo alto, piano.
- Steve Katz - guitarra, armónica, laúd, cantante.
- Jim Fielder - bajo.
- Bobby Colomby - batería, percusión.

Músicos adicionales
- John Simon - piano, órgano.
- Al Gorgoni - guitarra española.
- Doug James - percusión.
- Gene Orloff, Leon Kruczek, Paul Gershman, Harry Lookofsky, Julie Held, Manny Green, Anahid Ajemian y Harry Kartzman - violín.
- Manny Vard y Harold Colletta - viola.
- Charles McCraken y Alan Schuman - chelo.
- Valerie Simpson y Melba Moorman - coros.